# Tribu de Kér
Pour les articles homonymes, voir Ker.
La tribu de Kér (hongrois : Kér törzs) est une des sept tribus magyares confédérées, à l'origine de l’Honfoglalás et de l'édification de l’État hongrois. 

## Le nom de la tribu

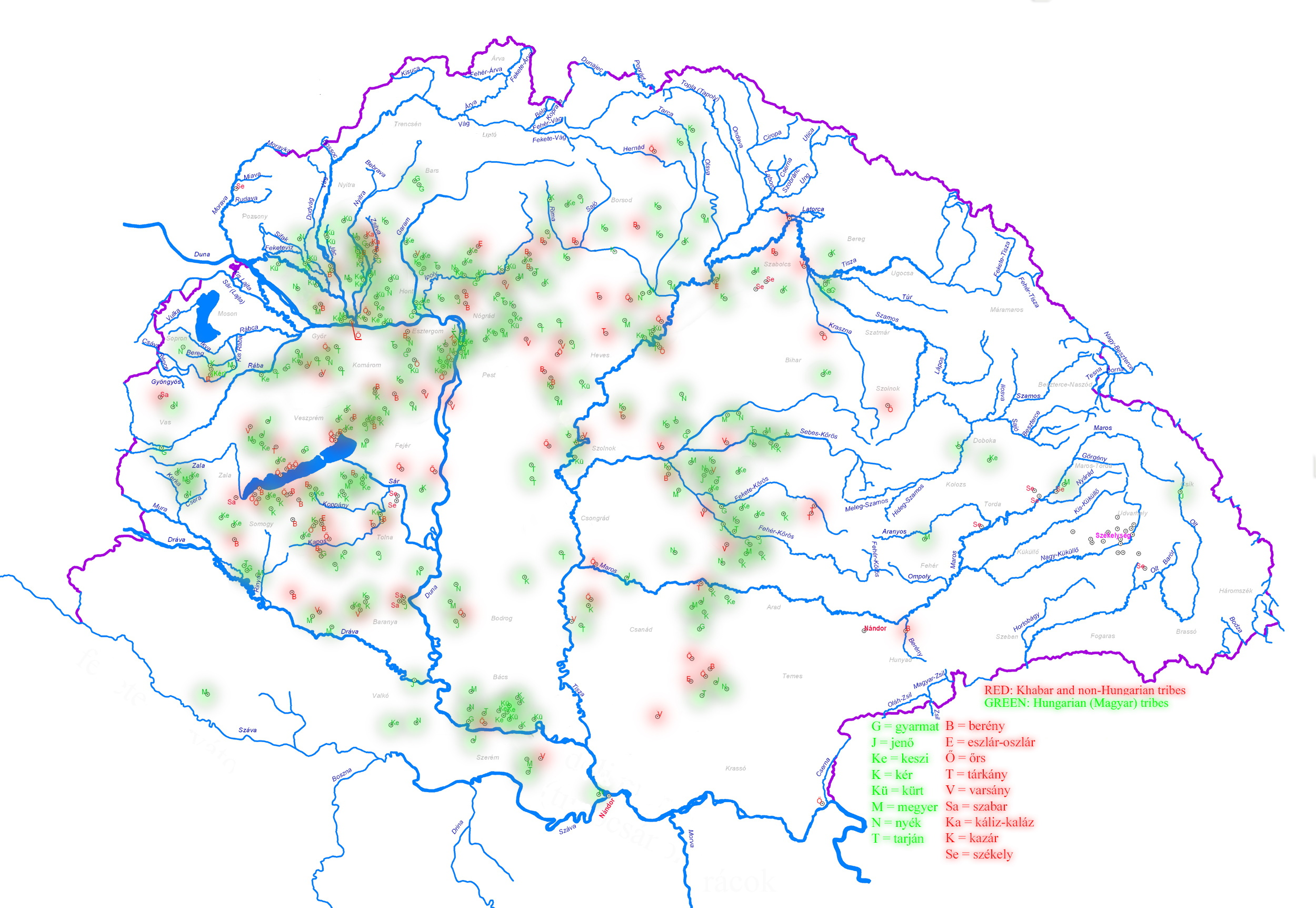
La trace des tribus magyares dans la toponymie locale du bassin des Carpates.

Le nom de cette tribu, comme celui des autres tribus magyares, nous a été transmis par un ouvrage de l'empereur Constantin VII Porphyrogénète. Ces noms de tribus, d'origine finno-ougrienne ou turque, ont donné de nombreux toponymes du bassin des Carpates.